# ZA-103
La "ZA-103" es una carretera autonómica perteneciente a la Red Complementaria Local de carreteras de la Junta de Castilla y León. El inicio de esta carretera está en el punto kilométrico 10,500 de la carretera ZA-104 y acaba en la laguna de los Peces. La longitud de esta carretera es de 16,790 km.
Sus principales características son que consta de una sola calzada, con un carril para cada sentido de circulación y tiene un ancho de plataforma de 4 metros. Su limitación de velocidad es de 60 km/h, debido a que se trata de una carretera de alta montaña, a la estrechez de la carretera y a las numerosas curvas. Además está presente la peligrosidad de los animales sueltos, debido a que la carretera atraviesa a lo largo de todo su recorrido monte o bosques.
- Datos: Q22970138